# Moksifloksacin
Moksifloksacin je sintetički fluorohinolonski antibiotski agens. Ovaj lek je razvila kompanija Bajer AG (inicijalno se zvao BAY 12-8039). On je u prodaji širom sveta u obliku hidrohlorida pod imenom Avelox.

## Spoljašnje veze
|  | Molimo Vas, obratite pažnju na važno upozorenje u vezi sa temama iz oblasti medicine (zdravlja). |